# Гринцевич, Степан Иванович
Степан Иванович Гринцевич (26.11.1919, Житомирская область — 15.04.1984) — советский военнослужащий, участник Великой Отечественной войны, полный кавалер ордена Славы, командир отделения отдельного разведывательного эскадрона 5-й гвардейской кавалерийской дивизии, гвардии старший сержант — на момент представления к награждению орденом Славы 1-й степени.

## Биография
Родился 26 ноября 1919 года в селе Слобода Народичского района Житомирской области. Украинец. Член ВКП/КПСС с 1954 года. Учился в Малинском лесотехникуме.
В Красной Армии с 1939 года. Службу проходил в Западной Белоруссии, где в июне 1941 года его застала война. С боями отступал к Ельцу. В ноябре 1941 года зачислен разведчиком в 3-ю кавалерийскую дивизию. Участвовал в разгроме елецкой группировки противника. В декабре того же года дивизия была преобразована в 5-ю гвардейскую. В её составе С. И. Гринцевич участвовал в Сталинградской битве, боях в Донбассе, в Смоленской операции. За бои под Смоленском награждён орденом Красной Звезды. Вновь отличился в боях по освобождению Белоруссии.
Командир отделения отдельного разведывательного эскадрона 5-й гвардейской кавалерийской дивизии гвардии сержант Гринцевич 24 ноября 1943 года у деревни Зезуля вместе с бойцами вышел в тыл противника, что помогло эскадрону выполнить боевую задачу. Был раненым продолжал командовать отделением, при этом убил одного противника и еще одного взял в плен.
Приказом командира 5-й гвардейской кавалерийской дивизии от 28 ноября 1943 года за мужество, проявленное в боях с врагом, гвардии сержант Гринцевич награждён орденом Славы 3-й степени.
28 июня 1944 года во время Белорусской операции в районе деревни Смоляны Гринцевич с конным разъездом захватил автомобиль с шестью противниками, при этом лично уничтожил восемь солдат. В июле под городом Гродно пленил двух немцев, которые сообщили ценные сведения.
8 сентября 1944 года гвардии сержант Гринцевич награждён орденом Славы 2-й степени.
В конце июля 1944 года был ранен и после лечения в госпитале вернулся в свою часть. Участвовал в боях в Восточной Пруссии.
31 января 1945 года гвардии старший сержант Гринцевич во главе группы выполнял задание по ликвидации мелких групп противников в тылу советских войск. Лично подавил две пулемётные точки и уничтожил их расчёты. Несколько вражеских солдат захватил в плен.
В дальнейшем в составе дивизии вышел к Эльбе. 2 мая 1945 года С. И. Гринцевич во главе конного разъезда в районе города Перлеберг обнаружил движущуюся группу немцев, пытавшихся вырваться из окружения. Совершив манёвр разъезд под его командованием отрезал путь отхода врагу и внезапной атакой уничтожил 14 немецких солдат, из них лично — шесть. При этом были захвачены две автомашины, три повозки, шесть лошадей и пленено десять вражеских солдат, получены ценные разведданные.
Указом Президиума Верховного Совета СССР от 29 июня 1945 года за мужество, отвагу и героизм, проявленные в борьбе с захватчиками, гвардии старший сержант Гринцевич Степан Иванович награждён орденом Славы 1-й степени.
После демобилизации в 1946 году вернулся домой и работал председателем сельсовета. В 1949 году окончил Малинский лесотехникум. Работал в леспромхозах Великолукской, Киевской, Нижегорододской областей, затем техником-лесоводом Левковского лесничества Житомирской области. Жил в селе Левков.
Награждён орденами Красной Звезды, Славы 1-й, 2-й и 3-й степени, медалями.
Умер 15 апреля 1984 года.